# Kuwait Investment Authority
Die Kuwait Investment Authority (KIA; arabisch الهيئة العامة للاستثمار, DMG al-Haiʾa al-ʿāmma li-l-istiṯmār) ist eine zentrale Behörde der Regierung Kuwaits, die die Oberaufsicht über verschiedene Staatsfonds führt. 2007 waren allein in den beiden größten Investmentfonds zusammen gut 400 Milliarden US-Dollar angelegt.

## Geschichte
Die KIA wurde 1982 als Public Investment Authority (dt. Behörde für öffentliche Investitionen) gegründet und übernahm die bereits zuvor im Bereich des Finanzministeriums und anderer Behörden angesiedelte Aufgabe, einen Teil der Erdöleinnahmen von Kuwait für die Zeit nach der Erschöpfung der Erdölreserven des Landes anzulegen. Sie übernahm auch die Oberaufsicht über das 1953 gegründete Kuwait Investment Office (KIO, bis 1965 Kuwait Investment Board) in London, die heute wichtigste Niederlassung der KIA.
KIA betreut die Anlage von Geldern des Kuwait General Reserve Fund, des Kuwait Future Generations Fund sowie weiterer Reserven des Finanzministeriums von Kuwait. Der Kuwait Future Generations Fund legt jedes Jahr 10 % der jährlichen Öleinnahmen des Landes an. Im Steuerjahr 2004/2005 betrug die angelegte Summe 896 Millionen Kuwait-Dinar (entspricht $3.07 Millionen US-Dollar, 1 KWD = 3,43 USD). Es wird geschätzt, dass KIA etwa $213 Milliarden an Vermögenswerten hält und damit einer der größten Staatsfonds der Welt ist. Die KIA hält unter anderem bedeutende Anteile an Daimler AG und an BP.

## Organisation
Der KIA-Verwaltungsrat wird vom Finanzminister von Kuwait geführt. Weitere Sitze stehen dem Energieminister, dem Chef der kuwaitischen Zentralbank, dem Staatssekretär des Finanzministeriums und fünf Investmentexperten, darunter mindestens drei ohne staatliches Amt, zu. Die Entscheidungen der KIA in Bezug auf den Verkauf von Immobilien, einschließlich Häusern, werden vom Verwaltungsrat getroffen. Dieser Rat setzt sich aus hochrangigen Regierungsbeamten und Investmentexperten zusammen und hat die Aufgabe, die Investitionsstrategie der KIA zu bestimmen und die Entscheidungen zu treffen, die notwendig sind, um diese Strategie umzusetzen.

## Mitgliedschaft
Sie ist Mitglied im International Forum of Sovereign Wealth Funds (IFSWF) und hat sich damit verbunden auch den Santiago-Prinzipien für angemessenes Handeln und ordentlicher Geschäftstätigkeit verschrieben.